# Abseudrapa metaphaearia
Abseudrapa metaphaearia là một loài bướm đêm trong họ Noctuidae.